# Denizli
Denizli är en industristad i bergen i sydvästra Turkiet, och är den administrativa huvudorten för provinsen med samma namn samt ett av provinsens distrikt, även det med samma namn som staden. Folkmängden uppgår till strax över en halv miljon invånare.
Denizli har mycket turistliv tack vare den mineraltäckta varma vattenkällan Pamukkale i Hierapolis i Frygien samt ruinerna i Laodikeia. Ungefär 16 km från Denizli ligger Honaz, som under det första århundradet e.Kr. brukade vara Kolossai.
På somrarna är det mycket varmt men vintrarna kan vara kalla med snö på bergen som omger staden.

## Etymologi
Namnet på staden betyder "en plats med hav eller sjö" på turkiska men staden ligger inte vid kusten. Namnet har kommit fram genom olika ändringar i stavningen och syftade förmodligen på vattenkällorna under marken eller att staden ligger i väst nära Turkiets sjöar.

## Historia

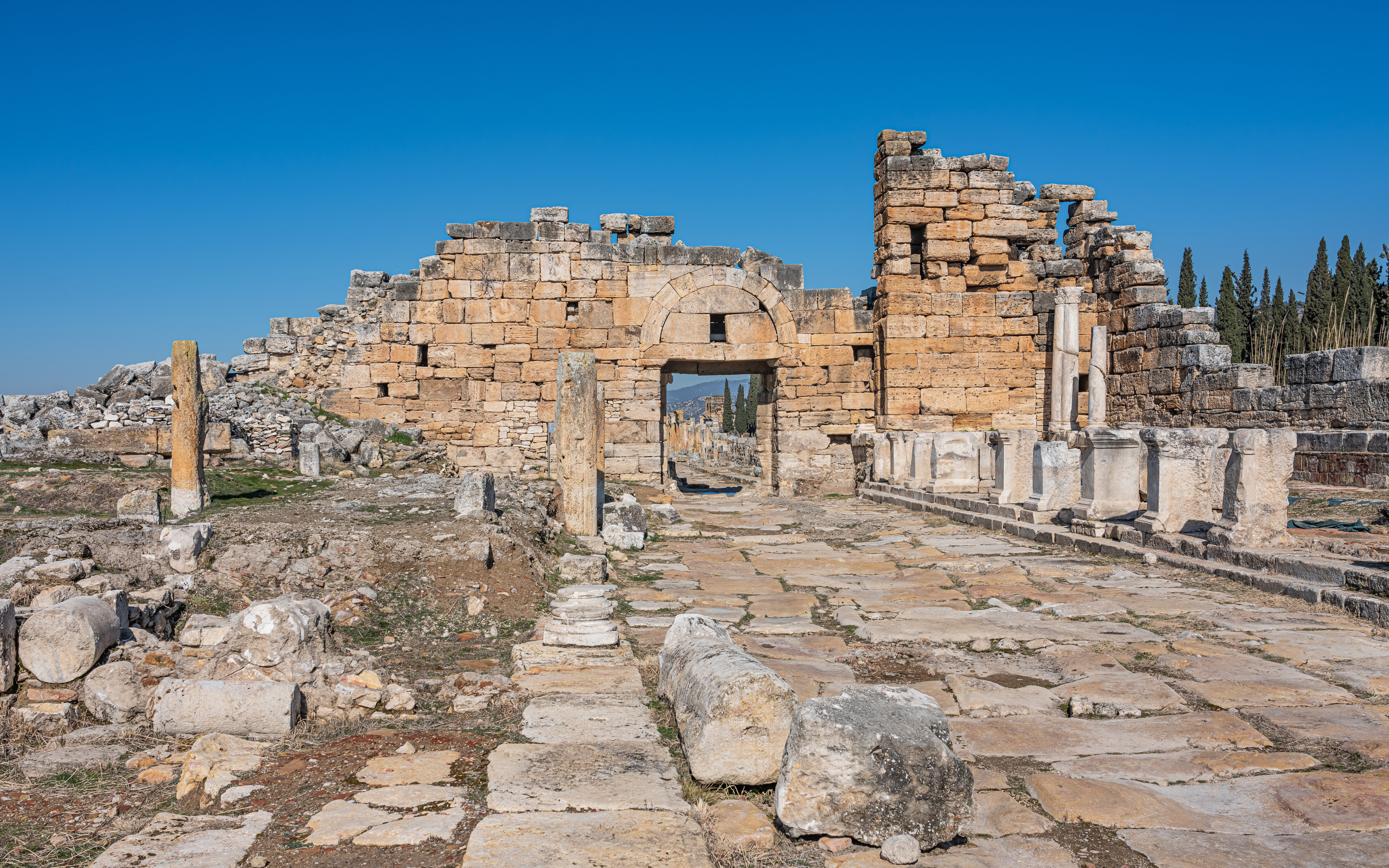
Hierapolis, 20 km från Denizli.

Området har varit bebott väldigt länge och det låg antika grekiska och romerska städer i närheten av Denizli även efter Bysantinska rikets fall. Staden grundades på sin nuvarande plats efter att turkar började flytta in i området.
Staden levde i fred i århundraden utan att ha varit i direkta krig. Under turkiska självständighetskriget efter första världskriget lyckades grekiska trupper komma så nära som till Sarayköy, ungefär 20 km nordväst om Denizli, men tog sig inte till staden, där man förberedde försvarstrupper.

## Dagens Denizli
Bortsett från turistattraktionerna är staden känd för sin textilindustri och fabriksbutiker. Ett talesätt säger att staden är känd för "kız, toz och horoz", vilket betyder "flickor, damm och tuppar". Det finns statyer och andra bilder av tuppar överallt i staden.

### Ekonomi
Textilindustrin växte snabbt under 1980- och 1990-talen och numera associeras handdukar och badrockar starkt till Denizli. Tack vare den växande industrin kom det fram ett antal stora affärsmän, några väldigt fina restauranger, som exempelvis Mantar Restaurant som enbart serverar rätter baserade på svamp. Ett par av de största företagen är Değirmenci och Funika (speciellt för badrockar).

### Kultur och underhållning
Det finns stora affärer, barer och kaféer samt en del musik, trots att staden har växt väldigt sent på 1900-talet och att den ligger långt ut på landet. Pamukkales universitet är även en stor källa till kulturen i staden. Invånarna har influerats av produktionen av vindruvs och vin i århundraden och trots att folk arbetar hårt och att många är konservativa har staden ett rikt och glatt kulturliv. Exempelvis är det svårt att få alkoholtillstånd.
Denizli har även ett välkänt fotbollslag och sportklubb som heter Denizlispor.

### Mat och dryck
Viner från Pamukkale tillverkas mestadels av de traditionella turkiska druvorna tokat, Narince och Çalkarası, men numera odlar de även Shiraz i området och gör ett välkänt körsbärsvin. Denizlikebaben är grillat lamm i pitabröd. En lokal läskedryck är Zafer Gazozu som är känd i hela Turkiet.

### Transport
Denizlis flygplats ligger ungefär 45 minuter från staden om man åker med bil. Det finns direktflyg från Istanbul som går nästan varje dag, vanligtvis inkommande på morgonen och avgående på kvällen, med Turkish Airlines.
Att köra bil till huvudstaden Ankara tar cirka sju timmar och till İzmir ungefär tre timmar om det inte är alltför mycket trafik på vägen mellan Denizli och Aydın.

## Personer från Denizli
- Bayram Şit, olympisk medaljör i brottning.
- Hasan Güngör, olympisk medaljör i brottning.

## Systerstäder
- Almelo, Nederländerna
- Lorient, Frankrike
- Tokat, Turkiet
- Bursa, Turkiet